# 比企啓之
比企 啓之（ひき ひろゆき、1963年11月8日 - ）は、株式会社ランナーズ・ウェルネス代表取締役社長。元よしもとデベロップメンツ代表取締役社長、吉本興業芸能マネージャー、プロデューサー。

## 来歴
兵庫県西宮市出身。小学生時代から堀江謙一が船溜まりにしていた、同市西宮浜の西宮港のヨットハーバーに出入りしており、生活の中で身近に感じていた。甲南高等学校を経て甲南大学入学後、ヨット部に入部。ヨットにのめり込み、アルバイトを掛け持ちして中古のヨットを購入。
学生時代の4年時に単身太平洋横断に挑戦したが失敗し、冬季に再び目的地を父島を目指して航海し、命からがら何とか辿り着。当時、付き合っていた同じボート部で知り合った現在の妻の父親の伝で就職のクチを紹介して貰った結果、テレビ局や広告代理店選考には掛からず、再び紹介された吉本興業を受験し、比企が伝無しで受験した事務用品メーカーと双方内定を貰った結果、吉本を選択。
1985年3月、同大卒業後の同年4月、吉本興業に入社。入社以後、同年は今いくよ・くるよ、月亭八方の担当マネジャーとして従事。翌1986年から、なんば花月勤務となり当時は劇場プロデュース、事務員を担当していたが、後述の間寛平とは以前から顔見知りで、東京進出2週間前の1987年に発覚した一和会系白神組組長の誕生パーティに出席事案の新聞取材過程で仲が深まっていた。
当時：吉本新喜劇の座員であった間寛平は1986年にアメマバッジを10万個作成し、消費者金融に6000万円の借金した事もあり、仕事をしながら借金返済をする為、新喜劇を退団し、当初は寛平の妻の伝で萩本欽一を通して佐藤企画へ移籍し、東京へ進出を決意していた。しかし、この話は当時：吉本興業東京事務所 所長であった木村政雄の説得により、東京吉本への移籍へと変わり、比企は当時横山やすしの子息である木村一八の担当であったが、運転手暴行事件が発生し担当から外れ、一時西川きよしの担当にも付いていた事もあったが、急遽寛平の担当となり、一緒に大阪吉本から東京吉本へ移籍しての所属となった。
比企は、客観的に寛平が東京で売れるのは厳しいと判断していたが、寛平の芸の立ち振る舞いを見て売れると判断が変化した。以後、東京の民放キー局でタレントとして売って行く為のキャラ付けとして、ギャグをするオジさんと借金を抱えた1986年に寛平の趣味として開始したマラソン対して真面目に取組むキャラ付けをする事となり、マラソンを活用した番組企画を売込んで行った。1988年、寛平が有志のみでギリシャで開催されるスパルタスロンに初挑戦したが、指導するトレーナーが居なかった事も有って食事を摂取せず走り続けた為にハンガーノックで141kmでリタイアと言う結果で終わった。
寛平はスパルタスロンの熱は覚めていたが、再度スパルタスロンに挑戦したいと考え、挑戦にあたり番組として制作する為、比企が番組制作会社に売り込んだ際に寛平が東京で知名度が無かった事もあり、「ギリシャの現地から（明石家）さんまとの共演なら」とブッキング条件を出され、寛平が比企からその話を聞いた直後に、後輩である明石家さんまに直接電話して「さんちゃん、ギリシャに行ってくれない?」とお願いして、さんまが二つ返事で了承した事で、特番化させた。
タレント活動を行ないながらトレーニングを積んで行き、特番の番組取材に辺り、番組化にならなくてもトレーニングとして大阪への帰省を兼ねて後述である企画同様、当時：吉本東京支社（現：東京本部）が所在していた港区赤坂から大阪迄1週間掛けてマラソンで走破するが、取材に来たスタッフから訝しく心配であると指摘された為、ウルトラマラソン雑誌 「月刊ランナーズ」の編集部に相談した後に、手元のメモに残っていた電話番号が元東京電力陸上部監督で現在の所属先の代表である坂本雄次に電話で事情を説明し、マラソンの途中に藤沢市辻堂で落ち合った。初めて出会って、寛平のトレーニング状態を相談しながら坂本にマッサージの依頼をお願いし、ノリで帯同を依頼した後に、ギリシャ帯同の依頼をしたら坂本も二つ返事で「行く」と承諾し、スパルタスロンに帯同した事で後述の企画に無くてはならない人間となる。
3年後の同レースでは完走を果たした。この結果を糧に当時、寛平がレギュラー出演していた『マジカル頭脳パワー!!』や『いつみても波瀾万丈』の演出担当だった現：日本テレビ代表取締役社長の小杉善信が『24時間テレビ 「愛は地球を救う」』の総合演出を担当した時代、深夜帯の企画について、寛平がマラソンをする企画を提案を行なった際に比企が、「24時間、うちの寛平を走らせたら?」と逆提案を行った。
結果、比企は同番組の恒例チャレンジ企画である「チャリティーマラソン」を発案した人間となった。寛平は、1992、93年は通常距離、自身も被災した阪神・淡路大震災が発生した1995年は神戸→東京の600kmを1週間掛けて走破。
比企はこの寛平の企画が成功し実績を上げた後、1992年に大阪本社へ異動し、心斎橋筋2丁目劇場の支配人に就任。次世代の芸人を発掘する「WA CHA CHA LIVE」を開催し、同ライブ出身者で構成したバラエティ番組である『すんげー!Best10』（朝日放送）の番組プロデューサーを担当。1997年に再び東京支社に異動となり、前述の「WA CHA CHA」出身芸人を売り込んで行くこととなる。1998年、札幌支社に異動し、管轄の小樽よしもと開発準備室に所属。翌1999年3月11日にマイカル小樽内に小樽よしもとを開業。これを機に空間プロデュースに目ざめるようになる。また、タカアンドトシの上京を後押しした。
2001年に再び東京本社に異動し、アミューズメント＆エンターテイメント部チーフプロデューサーに就任。同年4月、ルミネtheよしもとの支配人に就任。「WA CHA CHA」出身芸人で、東京進出やなんばグランド花月の舞台に上がる事が出来ない芸人の受け皿として活動場を提供した。2002年に第2回から第4回のM-1グランプリ 決勝戦会場であったパナソニックセンター東京有明スタジオプロジェクトをプロデュースし、以後、既存アミューズメント施設との空間プロデュース業務に従事し、2007年10月1日付で吉本興業グループの新たな子会社として、よしもとデベロップメンツ設立に伴い代表取締役社長に就任。
翌2008年、前述の寛平から突然電話が掛かって来て「比っ企やん、世界一周走りたいねん、プロデュースしてくれる〜?!」と言う願望に対し、二つ返事で了承。その後、比企は世界一周走破に辺り、過去挑戦した人間の文献を読み漁り、先人達は太平洋、大西洋の大洋を超えることがネックで、旅客機を使って来た歴史である事を認知した。その時に、寛平から担当マネージャーとなった初期に、付き合いがあった占いが当たる北新地のホステスから水難の相がある事を伝えらえていた為、海に出る事に対して忌避意識があった事を思い返した。比企は、寛平に地球儀を使って地球は大洋ばかりと言う事を見せて納得させ、敢えてブラフとして寛平に手漕ぎボートで大洋を横断する事を持ち掛けたが拒否して納得させたところで、比企が1995年に妻の貯金まで注ぎ込んで購入し所持していたブリストルチャネルカッター28 ‘AROLUS'（エオラス）号で大洋横断する事を提案し、寛平も了承させ、寛平に1級小型船舶免許を取得させたりと、会社に内緒でプロジェクト準備を進行させた。
最初は寛平に自腹を切らせて、宝塚市に所在する自宅と妻の親族が所有する土地を担保に銀行から1億5000万円を融資して貰う準備させ、比企も吉本興業を退職して2人で挑戦する算段していた。しかし、比企は当時：社長で現在の吉本の会長である大﨑洋に持参した際、事後報告としてプロジェクトの件を切り出し、資金が莫大になることが判明した事を伝えた際、大﨑は会社のプロジェクトに格上げする事を決定し、この企画に対して日本テレビと電通が参画する事が決定し、製作委員会方式で資金を集め、プロジェクトを巷に開陳する事となった。
プロジェクト達成以後、2012年8月13日に寛平が東日本大震災の東北三県の復興目的に開始した縦断マラソンイベント「RUN FORWARD KANPEI みちのくマラソン」にて、同月21日に福島県いわき市のゴール地点に迎えに来た坂本と鉢合い、帰宅時の移動に一緒に同乗した際、坂本から「ランナーウェルネスの規模拡大に伴い、手伝って欲しい」と誘われ、2012年12月末付けでよしもとデベロップメンツの社長職を退任及び吉本興業を退職し、2013年1月に株式会社ランナーズ・ウェルネスに移籍。移籍後、比企は移籍直前にヨット・ボート雑誌である「月刊KAZI」2012年1月号のコラム記事にて、エオラス号を貸し出す旨のコメントを文末に残した事で、新たなる企画が持ち込まれ、企画実行に奔走した。
以後、2013年2月から鴨川市企業等誘致委員会の委員に就任。2015年以降に催された横浜マラソンのプロデュースを担当し、ランナー、観衆、運営双方が楽しめる企画を提案し、各給水所にて横浜市のランドマークや地元コミュニティが参加する「給水パフォーマンス」や完走目標を明示する「ラッキー給食」を展開。NPO法人湘南スポーツコミュニティセンターのセンター長に就任し、湘南国際マラソンの世界初の試みとして、ゴミを出さない企画をプロデュースし、参加型ランナーのゴミを自ら持ち帰り、給水をマイボトル持ち込み方式を取入れた環境負荷を掛けない大会運営をプランディングした。
2022年10月株式会社ランナーズ・ウェルネス坂本雄次社長が退任し、代表取締役社長に就任。
最近の趣味は、サーフィンとパドリング。

## 制作番組

### テレビ
- すんげー!Best10（朝日放送）※プロデューサー
- 光速脳天!ベタキング（関西テレビ）※プロデューサー
- オール阪神・和泉修の行き当たりばったり釣り紀行（朝日放送）※企画